# Giovanna Flora
Giovanna Flora (Agrigento, 23 aprile 1968) è un'autrice televisiva italiana.

## Biografia
Dopo un'adolescenza vissuta in una famiglia di artisti, Giovanna fa il suo ingresso in Rai grazie all'incontro con Michele Guardì; Collabora così alla sua prima trasmissione, dal titolo Buona Fortuna e poi, l'anno successivo, è autrice della trasmissione radiofonica Domenica Mondiale, in onda durante i campionati del mondo di calcio organizzati in Italia del 1990.
Nella stagione televisiva 1989/1990  è autrice di Gran Galá Prix Italia e del format Europa Europa, trasmissione ispirata all'Unione europea. Nel 1990 è alla guida del gruppo di autori de I fatti vostri e vi resterà fino al 2003.
Nel corso di quegli anni firma i successi di Papaveri e papere e Mille lire al mese. Nel 1998 Giovanna passa dietro la macchina da presa: oltre a curarne i testi, infatti, è alla regia di due stagioni de Il lotto alle otto e di Nientepopodimenoché.
Cura, tra l'altro, diverse edizioni degli speciali serali su Padre Pio, sulla festività di san Valentino e l'Oroscopo di inizio anno. Parallelamente lavora a sette edizioni di Telethon, fino ad allora affidata alle diverse redazioni dei programmi che ne ospitavano le tematiche.
Sotto la sua guida, invece, Telethon diventa una trasmissione unica, coordinata e condotta da uno studio centrale, trasmessa in diretta per 36 ore.
Nel settembre del 2003, dopo aver collaborato all'ultima edizione di Scommettiamo che... parte con la nuova avventura di Piazza Grande.
Dall'8 settembre 2008, insieme a Michele Guardì, Rory Zamponi e Milo Infante, è autrice della trasmissione di Rai 2 Insieme sul Due, condotta da Milo Infante.

## Programmi
- 1987/1989 - Buona Fortuna (autore)
- 1989 - Gran Galà Prix Italia (autore)
- 1989/1990 - Europa, Europa (autore)
- 1990/2003 - I fatti vostri (capo autore)
- 1995 - Papaveri e Papere (autore)
- 1996 - Mille Lire al Mese (autore)
- 1998/2000 - Il Lotto Alle Otto (regista)
- 2000/2001 - Nientepopodimenoché (regista e autore)
- 2002 - I Figli Delle Stelle (autore)
- 2003 - Scommettiamo che... (autore)
- 2003/2008 - Piazza Grande (autore)
- 2008 - ... - Scommettiamo che... (autore)
- 2008/2009 - Insieme sul Due (autore)

## Altre esperienze
- 7 edizioni maratona televisiva Telethon (autore)
- Speciali su Padre Pio, san Valentino e Oroscopo (autore)